# Pakri

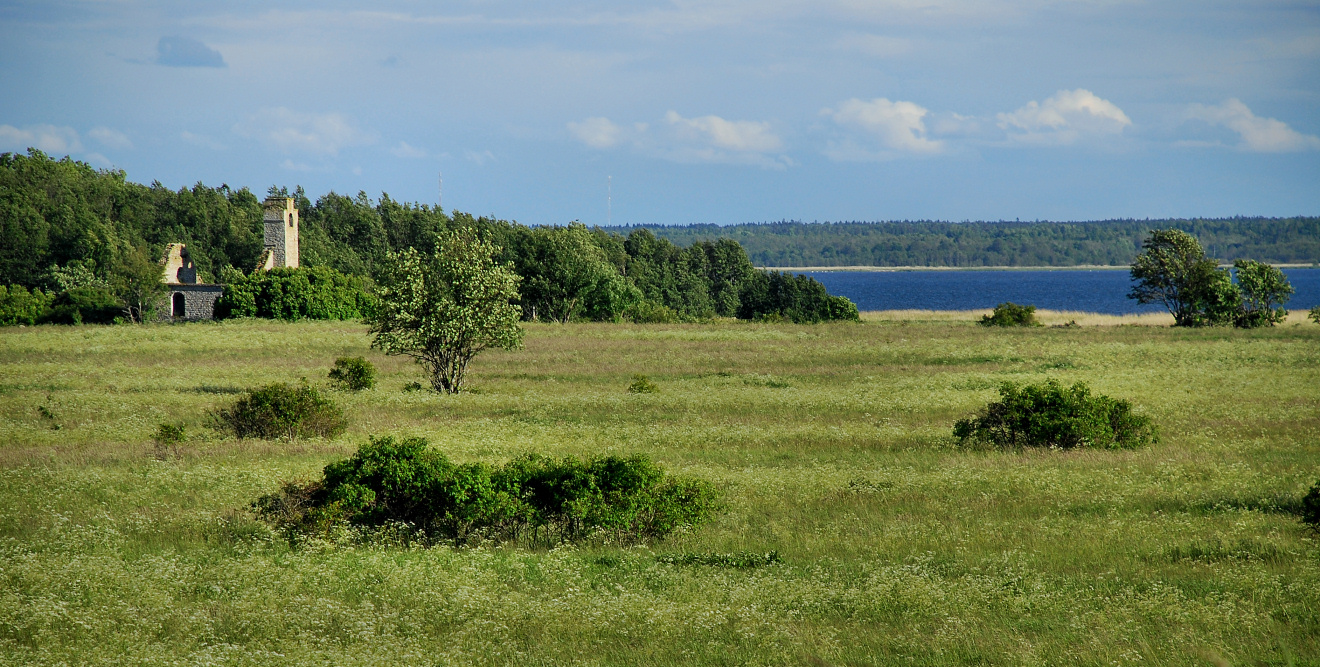
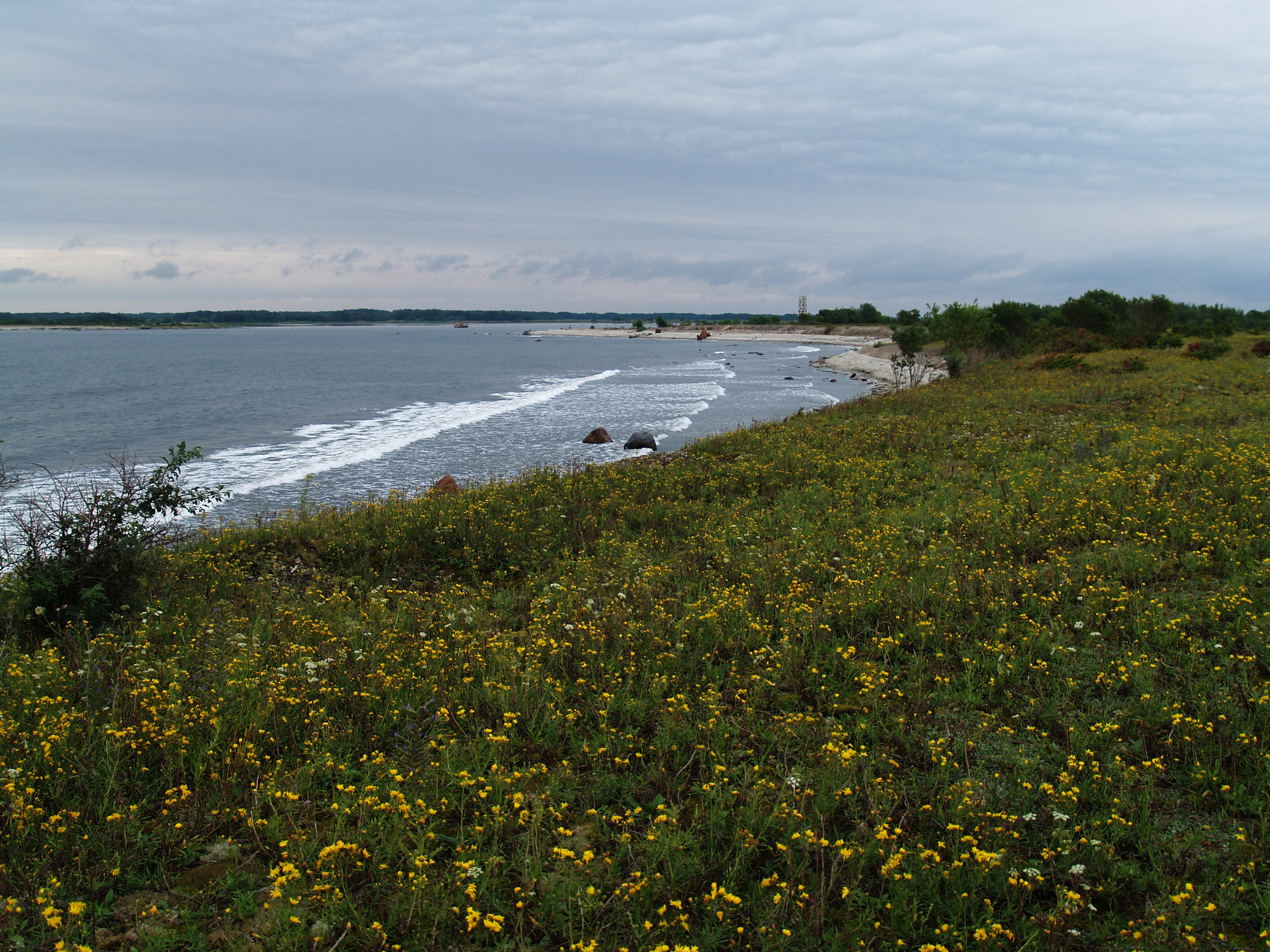
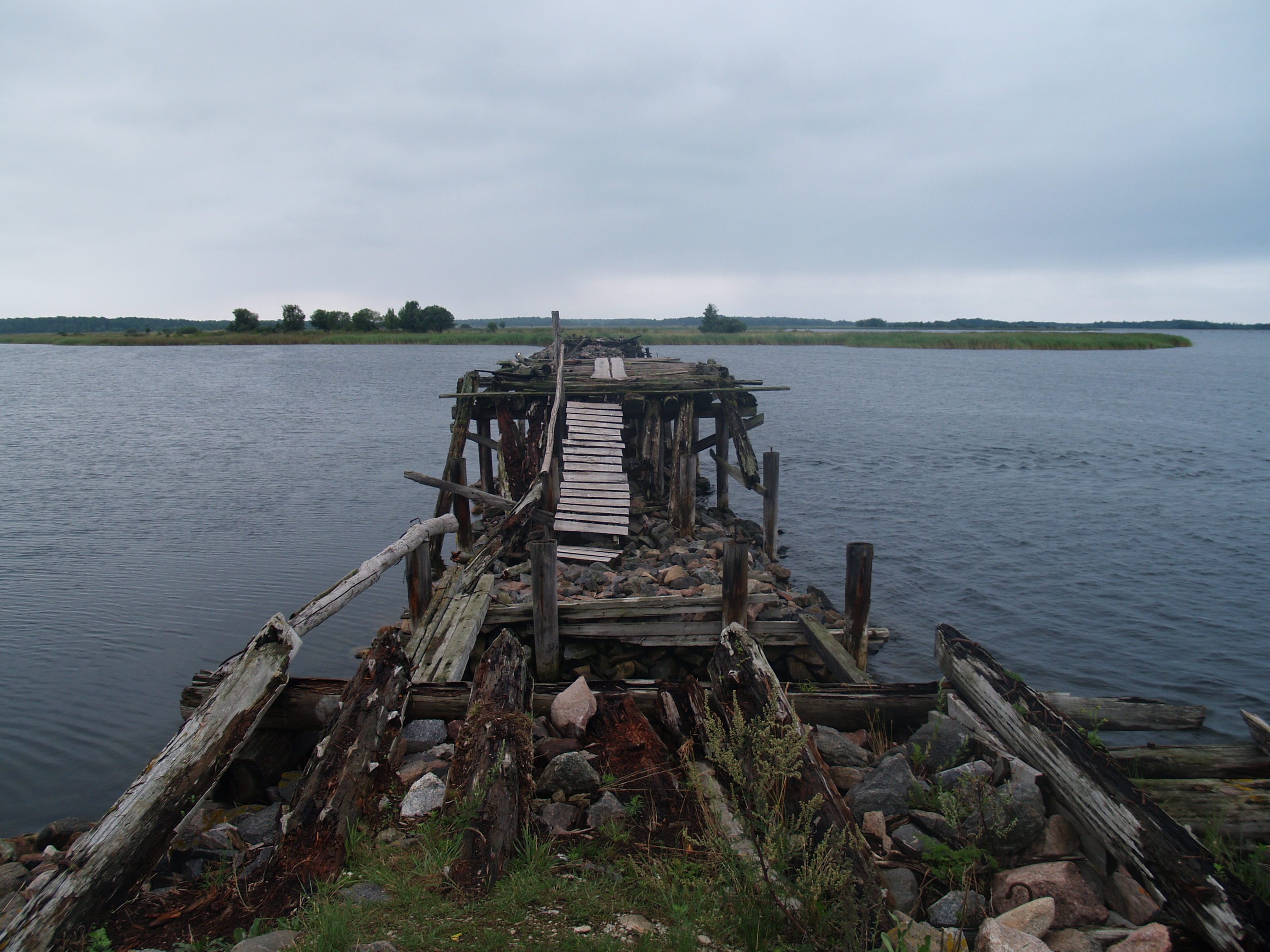
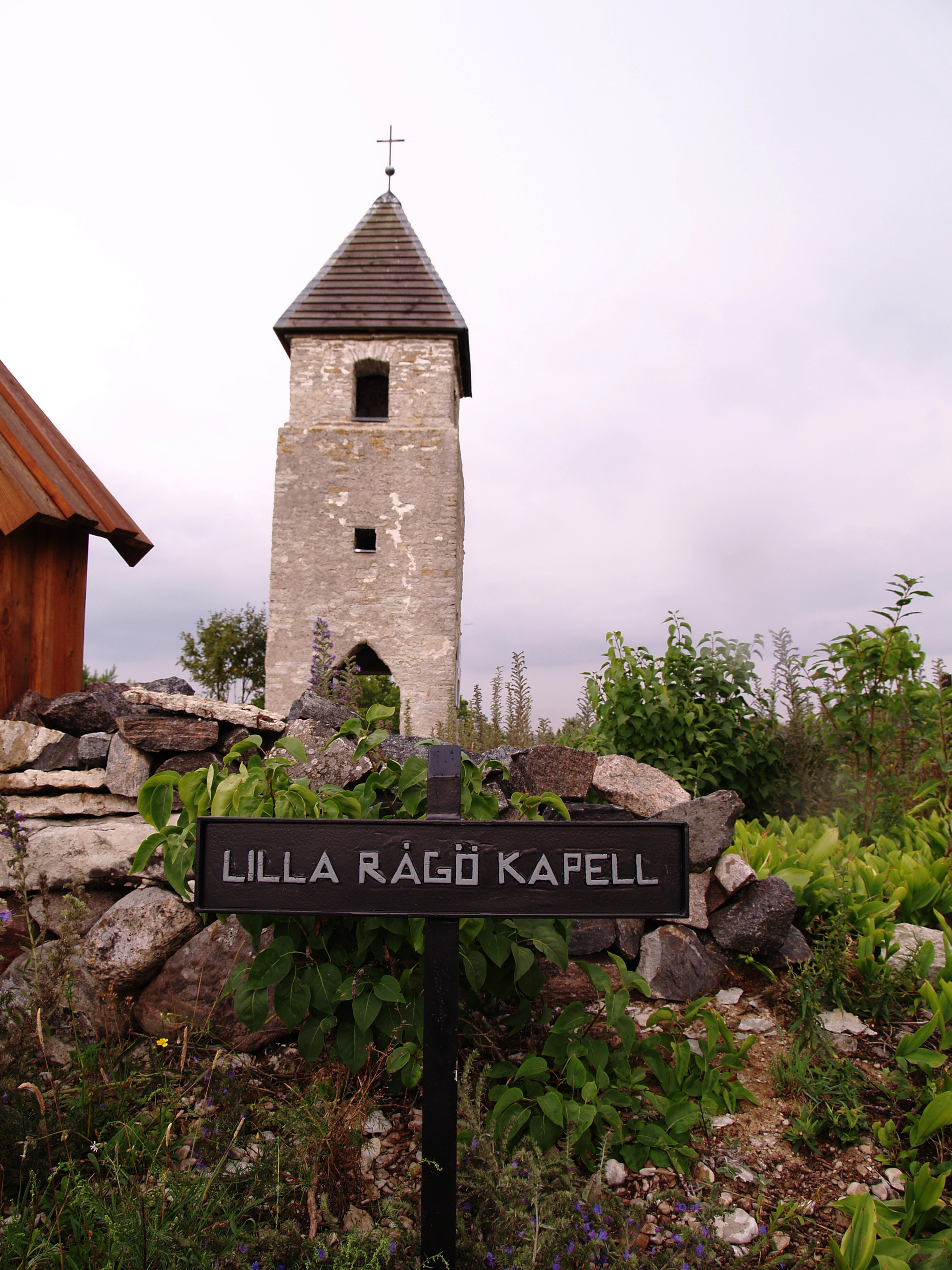

Pakri (Zweeds: Rågöarna) zijn twee door een dam verbonden eilanden voor de noordkust van Estland in de Finse Golf: Suur-Pakri en Väike-Pakri (Zweeds resp. Stora Rågö en Lilla Rågö). De eilanden ligen ten westen van de stad Paldiski (provincie Harjumaa) en behoren daar bestuurlijk toe. Suur-Pakri betekent Groot-Pakri, maar is net iets kleiner dan Väike-Pakri (Klein-Pakri): 11,6 respectievelijk 12,9 km². De eilanden maken deel uit van het kalksteenplateau van de Baltische glint en rijzen aan de noordkant steil op uit zee.
Het westelijkste eiland, Suur-Pakri, werd vanaf 1345 door Zweden bewoond. Zij bedreven er landbouw, waaraan de naam Rågö (= rogge-eiland) te danken is. In 1934 werden er 354 bewoners geteld, waarvan slechts dertien Esten, verdeeld over vijf dorpen. De eilanden hadden elk een eigen school, kerk en begraafplaats. In 1940 werd de bevolking door de sovjets gedwongen de eilanden te verlaten. Zij kwamen in Zweden terecht. Na de Tweede Wereldoorlog werd het een Sovjet-basis en trainingskamp, waar luchtbombardementen werden uitgevoerd. Het laatste bombardement vond in 1992 plaats. Pas in mei 1994 kwamen de eilanden in handen van Estland.
De dam tussen beide eilanden werd in 1952 aangelegd in het kader van de militaire activiteiten op de eilanden.
Er liggen nog veel explosieven op de eilanden. Onder leiding van gidsen kunnen de eilanden bezocht worden.
Sinds 2004 is Väike-Pakri weer bewoond. Op 1 januari 2017 had Väike-Pakri 5 permanente bewoners.